# Kumna
Kumna är en by i Estland. Den ligger i Harku kommun och i landskapet Harjumaa, 22 km sydväst om huvudstaden Tallinn. Antalet invånare var 327 år 2011.
Kumna ligger 27 meter över havet och terrängen runt byn är mycket platt. Runt Kumna är det glesbefolkat, med 16 invånare per kvadratkilometer. Närmaste stad är Keila, 2,5 km sydväst om Kumna. Byn avgränsas i sydöst av riksväg 8 och i sydväst av vattendraget Keila jõgi. I omgivningarna runt Kumna växer i huvudsak blandskog.
Herrgården i Kumna har anor från 1600-talet. Nuvarande byggnad i neoklassicistisk stil uppfördes 1913.
Inlandsklimat råder i trakten. Årsmedeltemperaturen i trakten är 3 °C. Den varmaste månaden är juli, då medeltemperaturen är 17 °C, och den kallaste är januari, med −12 °C.